# Ірокез (зачіска)

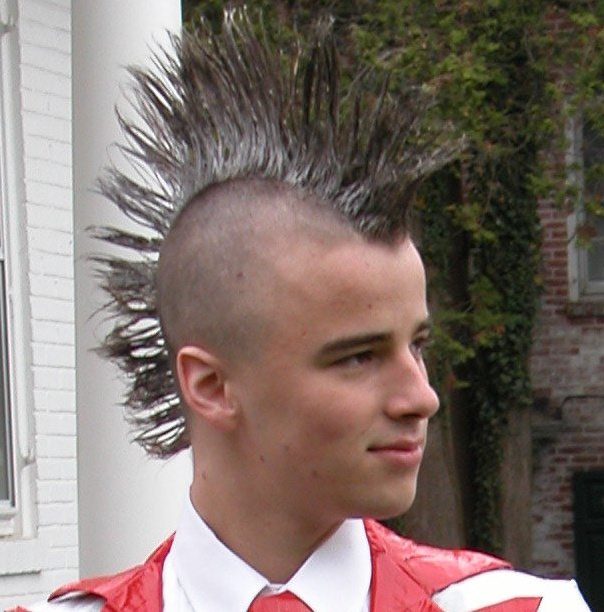
Приклад зачіски

Іроке́з — зачіска, популярна в культурі панків. Запозичена з культури індіанців і названа на честь однієї з племінних груп. Першим ірокез став носити шотландський співак, лідер групи The Exploited Вейт Бакен, після чого його перейняли багато панк-рок музикантів і фанатів цього напрямку. В англійській мові більше знана як mohawk (мохок — самоназва одного з ірокезьких племен), в Англії також mohican (мохікан). В ідеології панку ірокез є символом боротьби проти нав'язуваних суспільством стереотипів.
Пізніше цю зачіску запозичили готи. Готичний ірокез був ширше традиційного.